# II Festival Internacional de la Canción de Viña del Mar
El II Festival Internacional de la Canción de Viña del Mar, o simplemente Festival de Viña del Mar 1961, se realizó del 11 al 21 de febrero de 1961, durante 9 jornadas en el anfiteatro de la Quinta Vergara, en Viña del Mar, Chile. Fue animado por Ricardo García, acompañado de Guido Monteverde (Perú) y Mauricio Brenner (Argentina), ambos aparecieron en la última jornada del festival.
La fiesta debía continuar y así se lo propusieron las autoridades de la época, organizando una nueva versión del Festival de Viña, siendo de esta una fiesta veraniega en la localidad, también debía progresar cada año, en escenario, bases, contrataciones y competencia; el público del evento le tomaba cada vez más importancia a la realización de un nuevo festival.

## Artistas invitados
- Baby Bell
- Dixieland Hot Jazz
- Jorge Romero (humorista)
- Lorenzo Valderrama
- Los Caporales
- Lucho Navarro
- Orquesta Huambaly

## Relevancia histórica
- Se presentaron 287 temas para participar en esta versión, incluyendo canciones de Argentina, México y Perú; el médico Luis Sigall estuvo a cargo de elegir las canciones finalistas.
- El escenario fue trasladado a un lugar muy cercano a su ubicación actual, en el entonces llamado Teatro al Aire Libre de la Quinta Vergara.
- La Radio Minería se comprometió con la transmisión del evento y con esta fiesta veraniega.

## Competencias
Internacional
- 1.er lugar: "Sin tu amor" de los autores Óscar Olivares (integrante de Los Perlas) y Gilberto Ávila, interpretado por Los Cuatro Duendes.
- 2.º lugar:
- 3.er lugar: "Velero" de Jaime Atria.

Folclórica
- 1.er lugar: "La consentida" de Jaime Atria, interpretada por el grupo Los Guainas.[1]